# Путешествие садового гномика

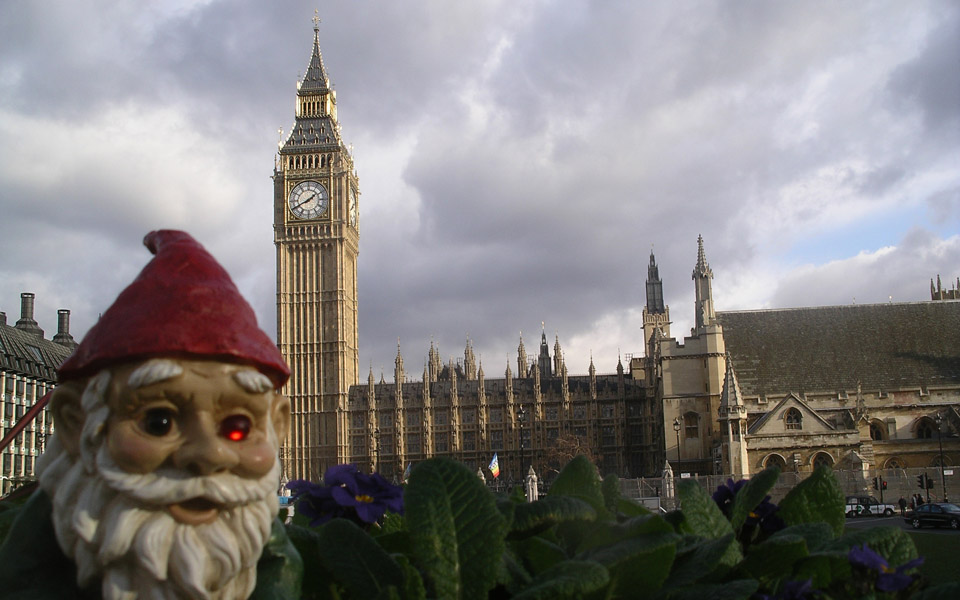
Гном на фоне Биг-Бена, Лондон

«Путешествие садового гномика» — популярная шутка-розыгрыш, которая заключается в возвращении садового гнома «к родным корням». 
Сначала гномика похищают, после чего берут с собой в поездку, фотографируют на фоне различных достопримечательностей и присылают фотографии владельцу гнома.

## История
Традиция была впервые зарегистрирована в Австралии в 1980-х годах человеком по имени Фил Тиббл. В колонке коротких новостей газеты Sydney Morning Herald от 24 сентября 1986 года появилась заметка: «…живущая в восточном пригороде хозяйка садового гнома была в смущении от пропажи в выходные дни своего гнома. На его месте была найдена записка: „Дорогая мама, я не могу больше терпеть одиночества. Ухожу повидать мир. Не волнуйся, скоро вернусь. С любовью, Бильбо“».
Один из наиболее известных случаев произошёл весной 2005 года, когда группа друзей из Редмонда, штат Вашингтон, взяла гнома в поездку в Калифорнию. Там гном был сфотографирован с Пэрис Хилтон, и это фото было опубликовано в журнале People. Также гнома сфотографировали в Голливуде, Сан-Франциско и Лас-Вегасе. Возвращённый владельцу гном стал героем национальных новостей и удостоился интервью в программе «Доброе утро, Америка». Владелец продал его на eBay почти за 400 долларов. Гнома тайно приобрели друзья владельца, которые продолжили снимать его во время своих поездок.
В 2008 году британские СМИ сообщили историю похищения садового гнома по имени Мёрфи. Спустя семь месяцев хозяйка обнаружила его в своём саду. Рядом с гномом был фотоальбом с фотографиями Мёрфи, сделанными в 12 различных странах.
Существует множество клубов, занимающихся организацией шутки с гномом. Наиболее известным является «Фронт освобождения садовых гномов».
В 2009 году в Чехии появилось первое в мире туристическое агентство, организующее путешествия различных игрушек (гномов, плюшевых мишек и других).

## Появление в популярной культуре
Шутка была популяризирована в нескольких фильмах, в том числе в фильме 2001 года «Амели», где история про гнома является самостоятельной, хоть и второстепенной, сюжетной линией.
В игре The Sims 3 «Таинственный мистер гном» — это особый товар, обнаруженный в катакомбах, и предлагаемый персонажу в качестве награды за карьеру вора. «Таинственный мистер гном» путешествует по жилищу игрока (хотя никто никогда не видел, как он перемещается из одного места в другое) и смотрит телевизор, плавает или делает стойку на руках. Но когда он находится в багаже персонажа игры, он всегда стоит без движения.
В 2004 году он был использован в вирусной маркетинговой кампании «Где мой Гном?» для интернет-рекламы туристического агентства Travelocity. С тех пор «Гномик в роуминге» стал талисманом агентства. В 2013 году Дан Герман и Патрик Брофи создали аккаунт в twitter, основанный на «Гномике в роуминге» из Travelocity.
В игре 2007 года Half-Life 2: Episode Two одно из заданий требует, чтобы игрок нёс гнома на протяжении почти всей игры, а в конце поместил его в ракету, что позволило бы запустить гнома в космос. Выполнение задания позволяет разблокировать достижение «Маленький человек-ракета» как на Xbox 360, так и на PC. Ещё одна игра компании Valve, Left 4 Dead 2, использует ту же фигурку гнома для аналогичного достижения.
Churn Labs (компания, занимающаяся разработкой программного обеспечения для мобильных устройств) создала приложение Gnonstop Gnomes for Android and iOS. Оно позволяет добавлять виртуальных гномов на фотографии и делиться ими с друзьями.